# Шепетівський ґебіт
Шепеті́вський ґебі́т (нім. Kreisgebiet Schepetowka «Шепетівська округа») — адміністративно-територіальна одиниця генеральної округи Волинь-Поділля Райхскомісаріату Україна з центром у Шепетівці.

## Історія
Округу утворено опівдні 20 жовтня 1941 року на території Берездівського, Полонського, Славутського і Шепетівського районів Кам'янець-Подільської області. Упродовж усього існування Шепетівський ґебіт поділявся на 4 райони: район Берездів (нім. Rayon Beresdow), район Полонне (нім. Rayon Polonne), район Славута (нім. Rayon Slawuta) і район Шепетівка (нім. Rayon Schepetowka) — які збігалися межами з чотирма довоєнними радянськими районами: Берездівським, Полонським, Славутським і Шепетівським. 
1 лютого 1943 частина району Полонне (село Майдан-Лабунь) увійшла до складу району Шепетівка. 1 березня 1943 відбулося перейменування деяких населених пунктів округи: німецьку колонію Дерманка було перейменовано на Дермансдорф (нім. Dermannsdorf), село Рисовата — на Райхенау (нім. Reichenau), Заморочення — на Ерленгрунд (нім. Erlengrund). При цьому частину населеного пункту Майдан-Вила (нім. Majdan Wila) було включено в село Ерленгрунд, решту ж приєднано до села Райхенау. 1 липня 1943 німецьке село Хмелівка було перейменовано на Пфеферкорн (нім. Pfefferkorn) на честь командира опорного пункту Гуго Пфеферкорна, загиблого 31 березня 1943 у бою з повстанцями (яких загарбники у своїх зведеннях називали бандами), а село Цмівка дістало назву Гільпертсдорф (нім. Hilpertsdorf) за прізвищем крайсляндвірта (районного господарського управителя) Фрідріха Гільперта, вбитого теж 31 березня 1943 у бою з повстанцями. 
З 4 січня 1942 року почав виходити орган Шепетівського гебітскомісаріату «Нова Шепетівщина». У Шепетівці також друкувався «Листок школяра», який видавав Сергій Рябчинський. Газети займали пронімецьку позицію, але друкували й деякі суто українські матеріали, очевидно, щоб прихилити на свій бік населення.
11 лютого 1944 року радянські війська в ході Рівненсько-Луцької наступальної операції відвоювали Шепетівку у нацистів.